# Грин, Эльда Ашотовна
Эльда Ашотовна Грин (Григорян, по мужу — Абрамян; 10 марта 1928, Тбилиси, Грузинская ССР — 27 октября 2016, Ереван, Армения) — армянская писательница, психолог, доктор психологических наук, профессор, член Союза писателей Армении с 1985 года. Основатель судебно-психологической экспертизы в Армении.

## Биография
Окончила факультет иностранных языков Ереванского педагогического института имени Х. Абовяна, затем аспирантуру в Москве. С 1955 г. преподавала психологию в Ереванском государственном университете, одновременно являлась судебным экспертом-психологом республики. Ее рассказы публиковались в Москве и Ереване, писала на армянском и русском языках.
Рассказ «Руки» переведён и опубликован на 35 языках мира, в том числе на исландском, люксембургском, китайском, японском, хинди, иврите.

## Произведения
- Натюрморт на чёрном фоне, 2011
- Этот удивительный цвет хаки, 2008
- Вселенная снов. Ер. 2004.
- Реквием. Ер. 2002.
- День ещё не кончился. Ер. 2000.
- Хотим красиво жить. Ер. 1992.
- Мой сад. Ер. 1983.

## Семья
Дочери – заслуженные артистки Армении: старшая, Марина Абрамян – пианистка, младшая, Анна Элбакян – актриса театра и кино.Сын Самвел Абрамян, историк и лингвист.